# Tiglieto
Tiglieto is een gemeente in de Italiaanse provincie Genua (regio Ligurië) en telt 611 inwoners (31-12-2004). De oppervlakte bedraagt 24,4 km², de bevolkingsdichtheid is 26 inwoners per km².
De volgende frazioni maken deel uit van de gemeente: Acquabuona.

## Geografie
De gemeente ligt op ongeveer 520 m boven zeeniveau.
Tiglieto grenst aan de volgende gemeenten: Campo Ligure, Genua, Masone, Molare (AL), Ponzone (AL), Rossiglione, Sassello (SV), Urbe (SV).

## Galerij

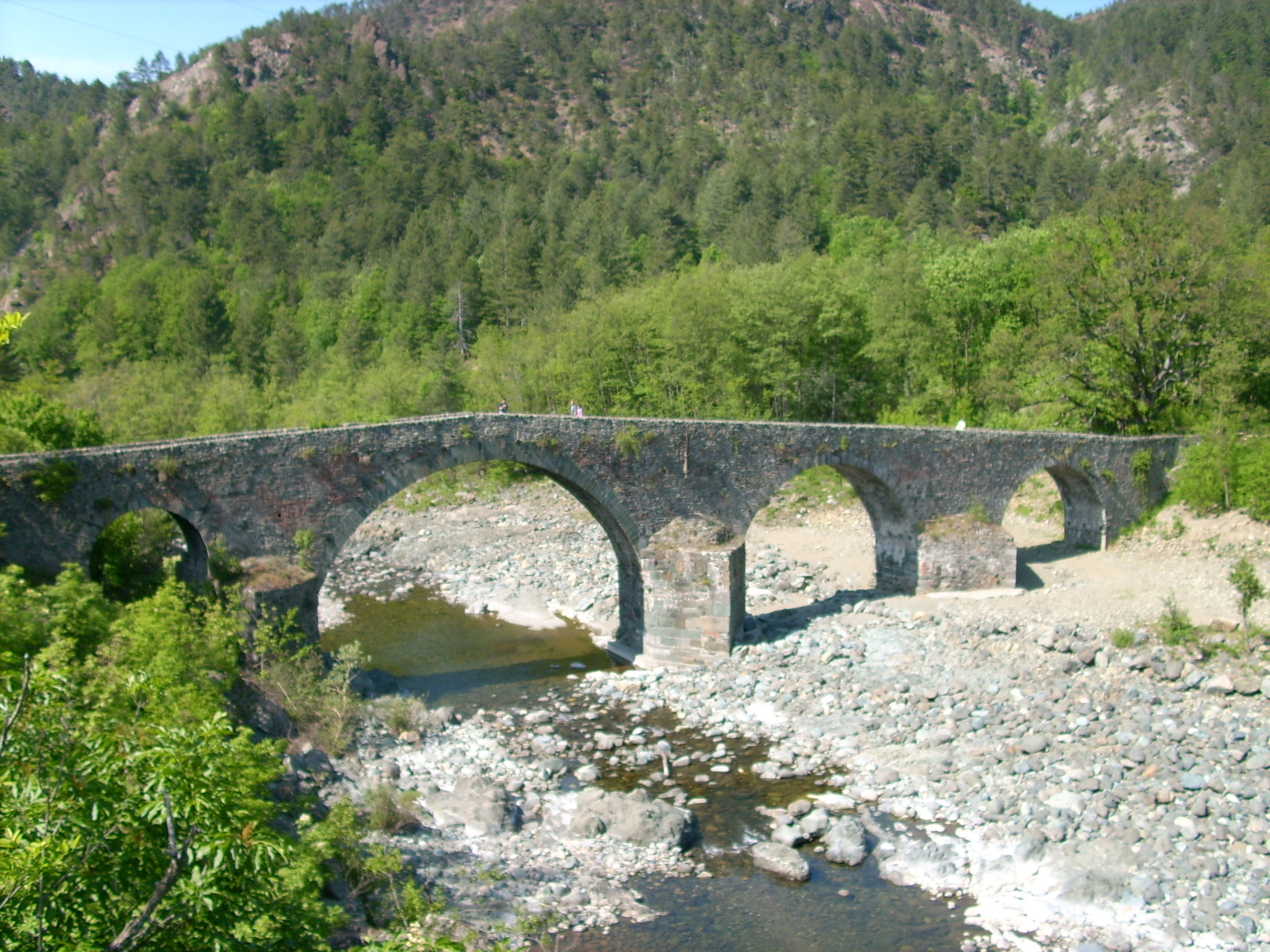
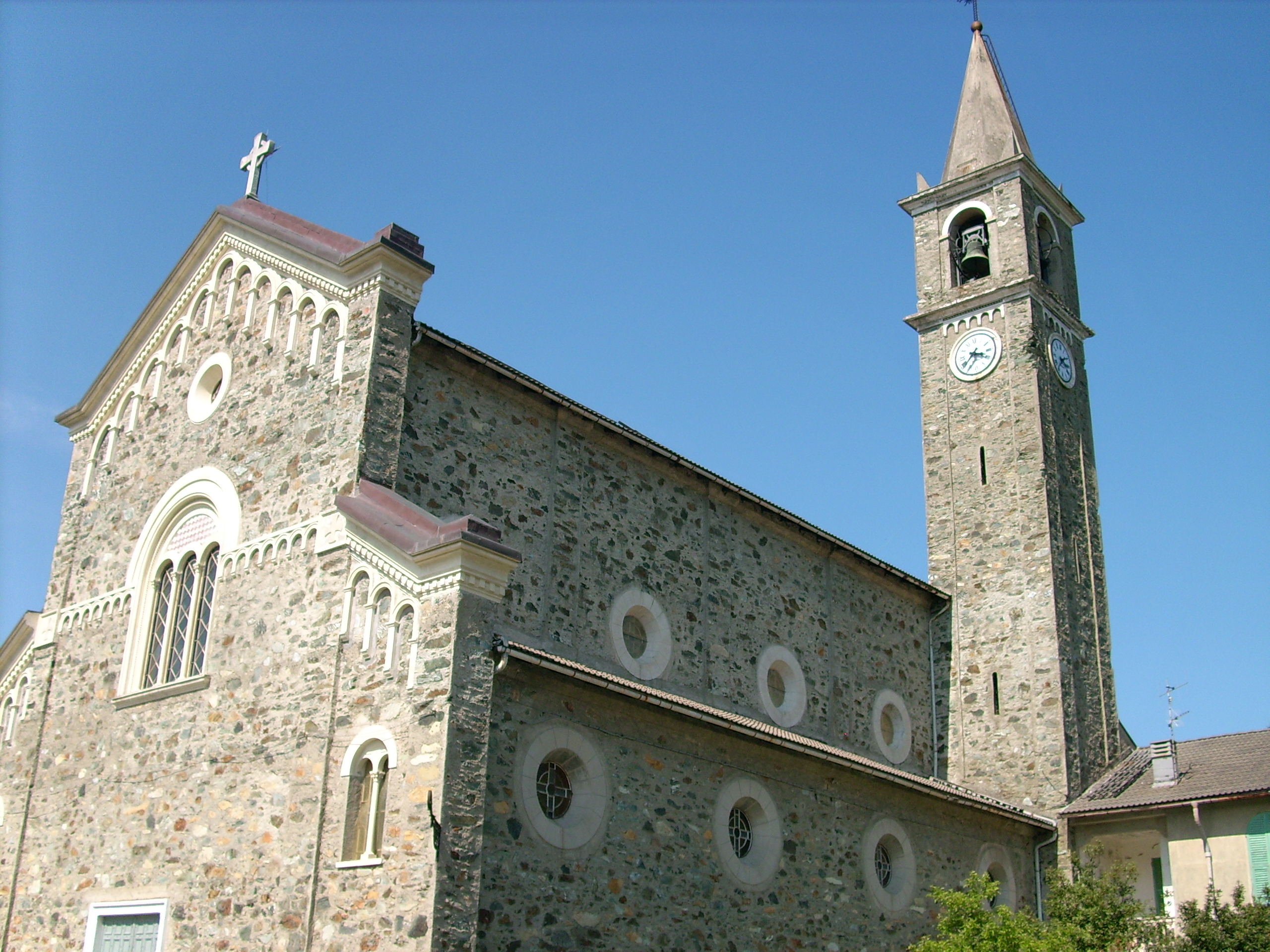
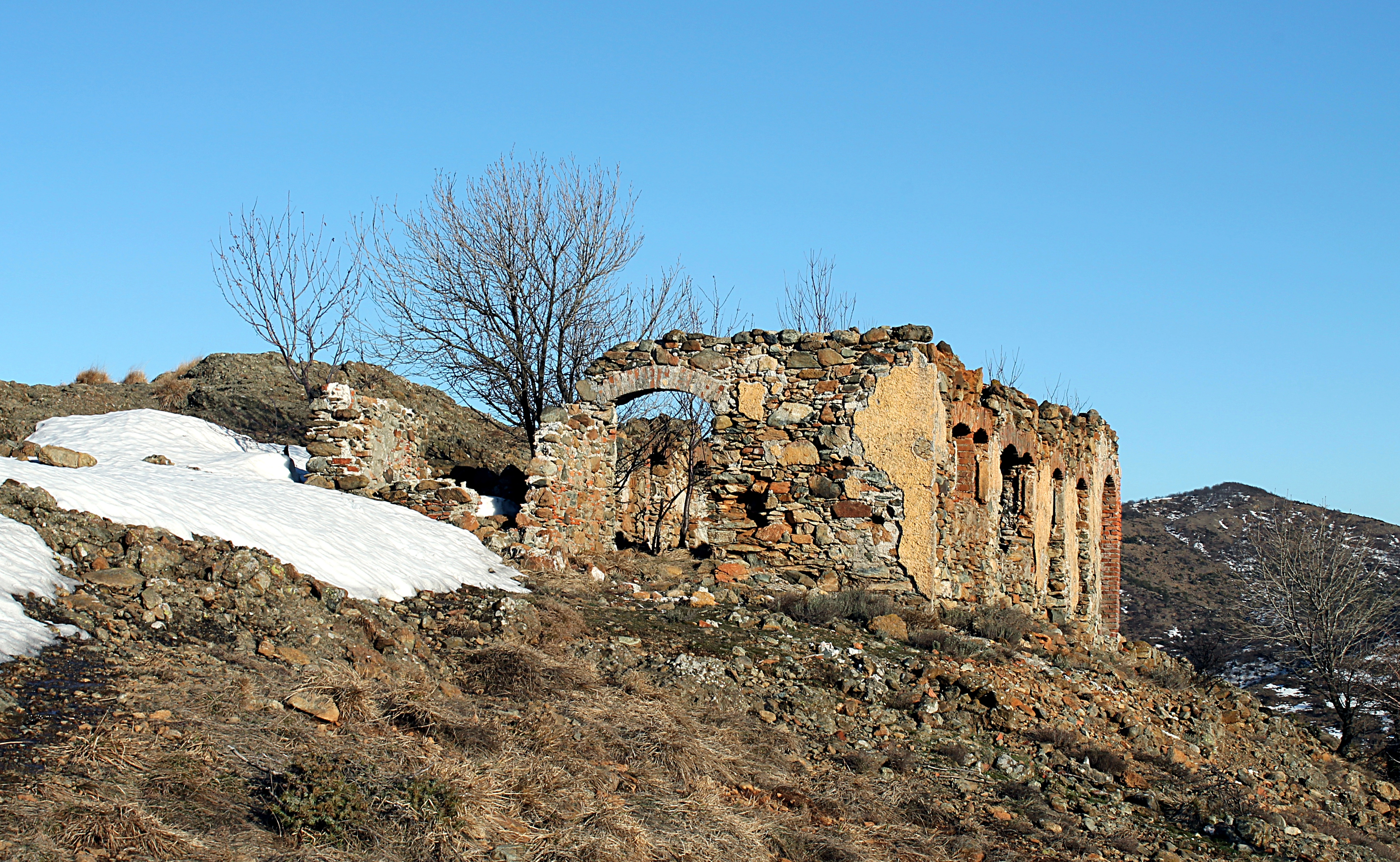
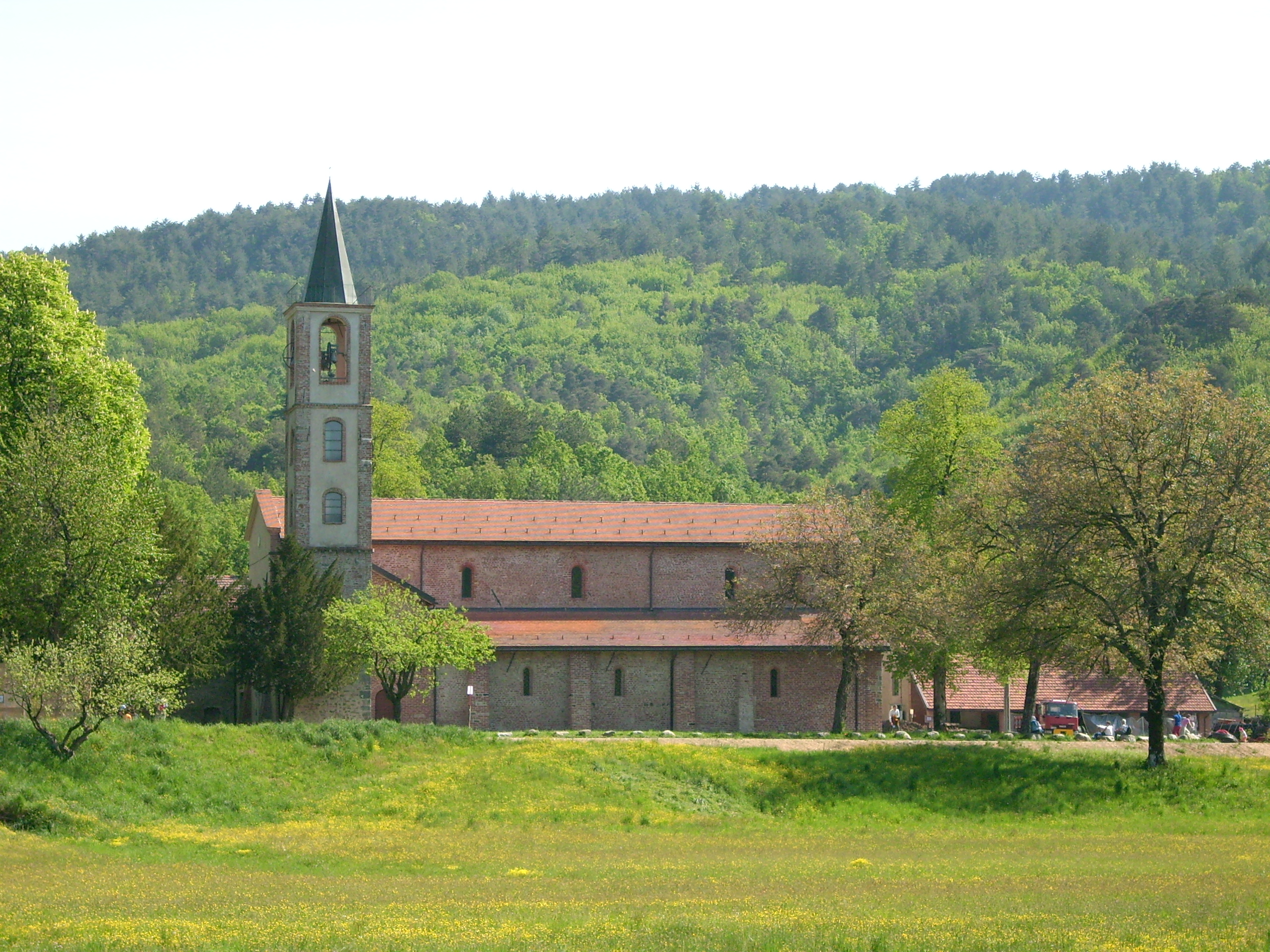
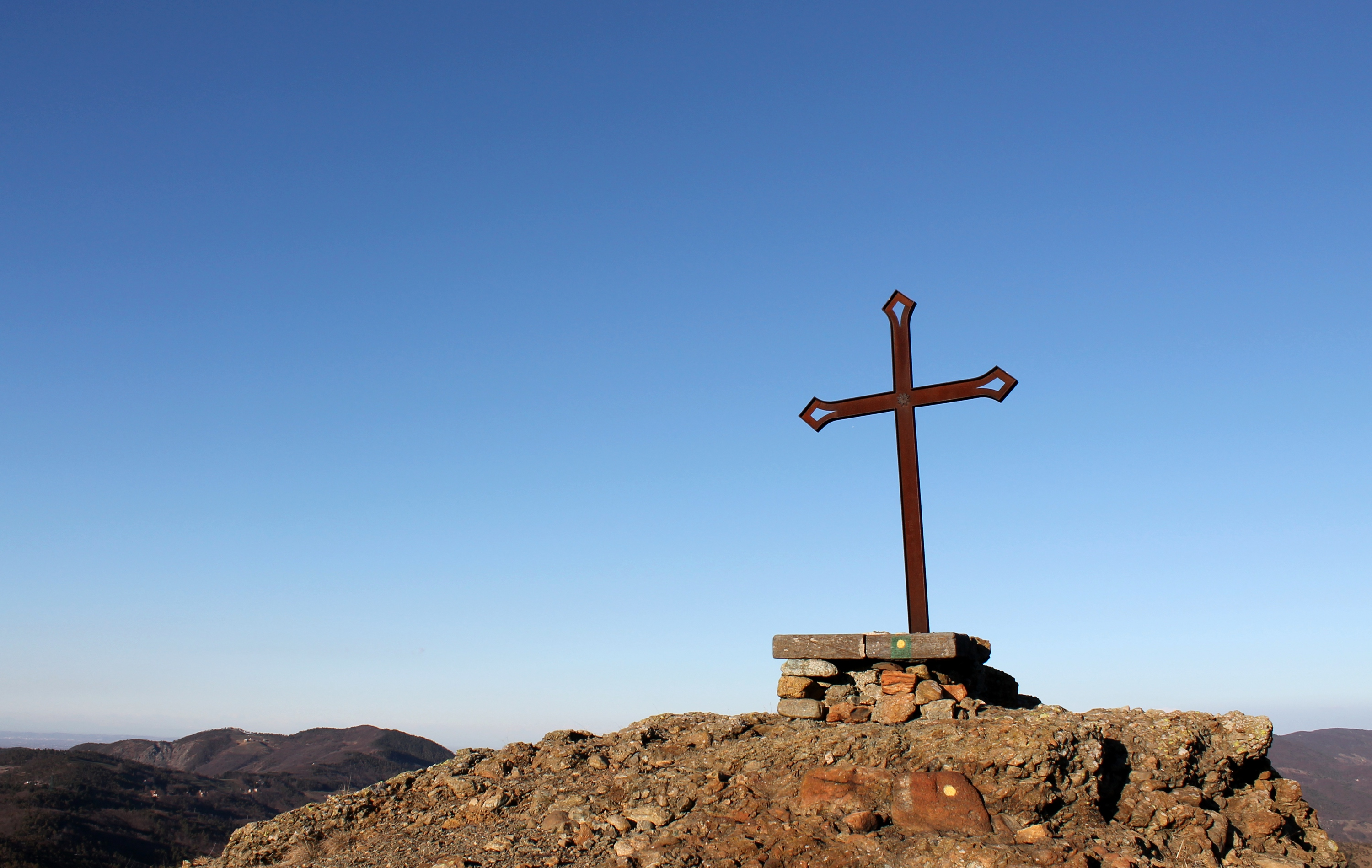
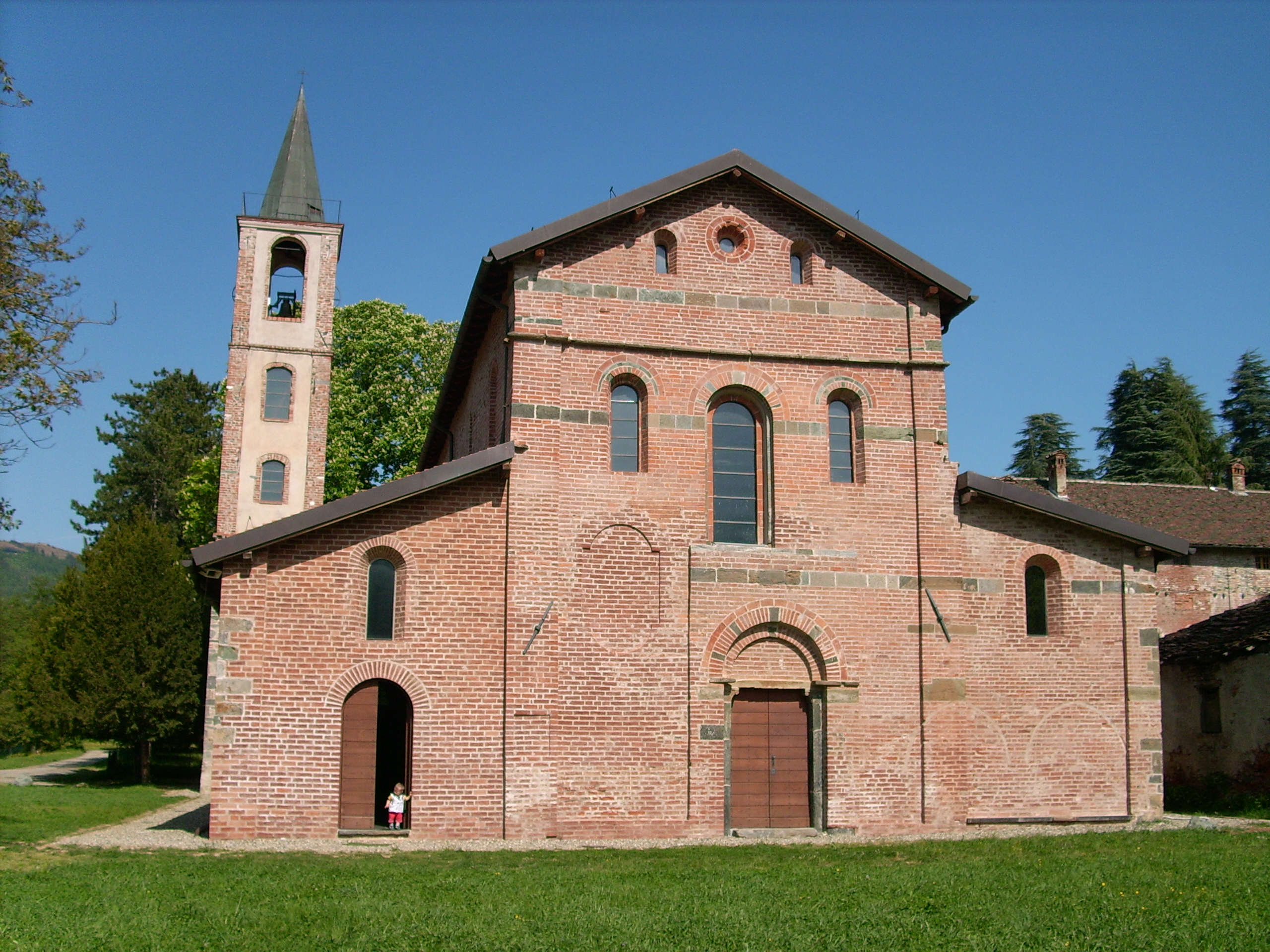